# Абдрахманова (деревня)
Абдрахманова — деревня в Нязепетровском районе Челябинской области России. Входит в состав Гривенского сельского поселения. Находится на левом берегу реки Карсанак, примерно в 21 км к юго-востоку от районного центра, города Нязепетровск, на высоте 354 метров над уровнем моря.

## Население
По данным Всероссийской переписи, в 2010 году численность населения деревни составляла 7 человек (4 мужчины и 3 женщины).

## Улицы
Уличная сеть деревни состоит из одной улицы (ул. Сосновая).